# یاکوب هرمان کناپ
یاکوب هرمان کناپ (آلمانی: Jacob Hermann Knapp؛ ۱۷ مارس ۱۸۳۲ – ۱ مهٔ ۱۹۱۱) یک چشم‌پزشک و متخصص گوش، حلق و بینی اهل آلمان و ایالات متحده آمریکا بود.
او مقالات و کتاب‌های زیادی در زمینهٔ چشم‌پزشکی نگاشته‌است.
او دانش‌آموختهٔ رشتهٔ پزشکی در دانشگاه گیسن بود و تحصیلات خود را در لندن، دانشگاه هومبولت برلین و دانشگاه هایدلبرگ پی گرفت و در سال ۱۹۶۸ به آمریکا مهاجرت کرد و در سال ۱۹۸۹ میلادی «مؤسسهٔ چشم‌پزشکی و شنوایی نیویورک» را بنیان نهاد. او در سال ۱۸۸۲ استاد دانشگاه نیویورک و از سال ۱۸۸۸ میلادی استاد کالج پزشکان و جراحان دانشگاه کلمبیا شد.
نام او به چند عبارت و واژه چشم‌پزشکی گره خورده‌است:
- «رگه‌های کناپ» که به نام «رگه‌های آنژیوئید» یا «نوارهای آنژیوئید» هم شناخته می‌شوند و شکاف‌های کوچکی در بافت الاستینیِ پشت چشم است.
- «فورسپس تراخم کناپ» که نوعی فورسپس در جراحی چشم است.